# Balonmano playa en los Juegos Mundiales de 2022
El Balonmano playa en los Juegos Mundiales de 2022 es uno de los deportes que forman parte de los Juegos Mundiales de 2022 celebrados en Birmingham, Alabama durante el mes de julio de 2022, y se llevó a cabo en el Sloss Furnaces.

## Clasificación

### Masculino
| Clasificación                  | Plazas | País           |
| ------------------------------ | ------ | -------------- |
| Anfitrión                      | 1      | Estados Unidos |
| Campeón Mundial 2018           | 1      | Brasil         |
| Campeón Eurocopa 2021          | 1      | Croacia        |
| Campeón Asiático 2022          | 1      | Catar          |
| Campeón Centro-Suramérica 2022 | 1      | Argentina      |
| Campeón Oceánico 2022          | 1      | Nueva Zelanda  |
| Campeón Norte-Caribe 2022      | 1      | Puerto Rico    |

### Femenino
| Clasificación                     | Plazas | País           |
| --------------------------------- | ------ | -------------- |
| Anfitrión                         | 1      | Estados Unidos |
| Copa Mundial 2018                 | 1      | Noruega        |
| Eurocopa 2021                     | 1      | Alemania       |
| Campeonato Centro-Suramérica 2022 | 1      | Argentina      |
| Campeonato Oceánico 2022          | 1      | Australia      |
| Campeonato Norte-Caribe 2022      | 1      | México         |

## Resultados
| Evento    | Oro | Plata | Bronce |
| --------- | --- | --- | --- |
| Masculino | Croacia · Lucian Bura · Josip Đukes · Ivan Dumenčić · Nikola Finek · Filip Goričanec · Ivan Jurić · Tomislav Lauš · Josip Leko · Dominik Marković · Valentino Valentaković                    | Catar Mutasem Amohamed Mohamed Hassan Ali Mohamed Abdulrazzaq Murad Mohsen al-Yafeai Mohamed Soussi Amir Denguir Sid Kenaoui Hani Kakhi Mohamed Saleh                                        | Brasil · Nailson Amaral · Renan Carvalho · Hugo Fernandes · Bruno Gomes Gama · Bruno Oliveira · Thiago de Oliveira Barcellos · Gil Pires · Cris Rossa · Andre Simoes · Marcelo Tuller |
| Femenino  | Alemania · Katharina Filter · Belen Gettwart · Carolin Hübner · Isabel Kattner · Lena Klingler · Lucie-Marie Kretzschmar · Amelie Möllmann · Michelle Schäfer · Liv Süchting · Kristen Walter | Noruega · Thea Granlund · Ine Grimsrud · Elisabeth Hammerstad · Tonje Haug Lerstad · Marielle Martinsen · Hanne Olsvik · Thina Øyesvold · Susanne Pettersen · Maren Sjaamo · Martine Welfler | Argentina Florencia Bericio Gisella Bonomi Fiorella Corimberto Micalea Corimberto Ivana Eliges Celeste Meccia Agustina Mirotta Carolina Ponce Luciana Scordamaglia Gisela Thurmann    |